# Vollore-Montagne
 Vollore-Montagne  ist eine französische Gemeinde mit 312 Einwohnern (Stand 1. Januar 2022) im Département Puy-de-Dôme in der Region Auvergne-Rhône-Alpes. Sie gehört zum Arrondissement Thiers und zum Kanton Thiers. Das Gemeindegebiet liegt im Regionalen Naturpark Livradois-Forez.
Vor der Revolution hieß der Ort „La Chapelle-Trinquart“ und gehörte zur Pfarrei Vollore, die 1791 in die Gemeinde Vollore-Ville und Vollore-Montagne aufgeteilt wurde.
Nachbargemeinden von Vollore-Montagne sind Augerolles, La Renaudie, Sainte-Agathe, Vollore-Ville, Viscomtat, La Chamba, La Chambonie und Noirétable.

## Bevölkerungsentwicklung
| Jahr                       | 1962 | 1968 | 1975 | 1982 | 1990 | 1999 | 2007 |
| Einwohner                  | 595  | 623  | 520  | 450  | 397  | 371  | 347  |
| Quellen: Cassini und INSEE |      |      |      |      |      |      |      |